# 데이비드 블라이
데이비드 블라이(David Blei)는 컬럼비아 대학교의 컴퓨터 과학자이다. 그는 토픽 모델의 일종인 잠재 디리클레 할당을 마이클 어윈 조던, 앤드류 응과 연구했다.